# Ragnvald Smedvik
Ragnvald Sigurd Smedvik (* 8. September 1894 in Kristiania; † 8. Januar 1975 ebenda) war ein norwegischer Fußballspieler und -schiedsrichter.

## Sportlicher Werdegang
Smedvik spielte in den 1910er und 1920er Jahren für den SK Frigg, parallel avancierte er zum norwegischen Nationalspieler. Am 28. Juni 1914 debütierte er bei einer 0:1-Niederlage gegen Schweden im Auswahltrikot, Erik Hjelm erzielte im Frogner-Stadion der norwegischen Hauptstadt den spielentscheidenden Treffer. Am 25. Juni 1916 führte er die Nationalelf als Mannschaftskapitän an gleicher Stelle aufs Spielfeld, das Duell mit Dänemark ging jedoch mit 0:2 verloren. Im Herbst des Jahres gewann er mit dem Klub den ersten Titel, im Endspiel um den Landespokal 1916 gehörte er beim 2:0-Sieg über FK Ørn neben David Andersen zu den Torschützen. Eine Woche später bestritt er das letzte seiner acht Länderspiele. Im Københavns Idrætspark erlebte er an der Seite von Gunnar Andersen, Ingolf Pedersen, Otto Aulie, Einar Hansen und David Andersen ein 0:8-Debakel gegen den dänischen Gastgeber.
Parallel zu seiner Spielerkarriere begann Smedvik, der zeitweise im Vorstand des Norges Fotballforbund saß, als Schiedsrichter zu arbeiten. Im Wettbewerb um den norwegischen Pokal 1918 wurde ihm die Leitung des Finalspiels übertragen, als Kvik Halden FK mit einem 4:0-Erfolg über Brann Bergen bei der zweiten Finalteilnahme erstmals einen nationalen Titel gewann. Im Oktober 1921 pfiff er sein erstes Länderspiel, im Olympiastadion Stockholm trennten sich Schweden und Dänemark mit einem 0:0-Remis. Bis zum Oktober 1927 leitete er insgesamt sechs Auswahlspiele.